# Ustilago esculenta
Ustilago esculenta är en svampart som beskrevs av Henn. 1895. Ustilago esculenta ingår i släktet Ustilago och familjen Ustilaginaceae.   Inga underarter finns listade i Catalogue of Life.

## Bildgalleri

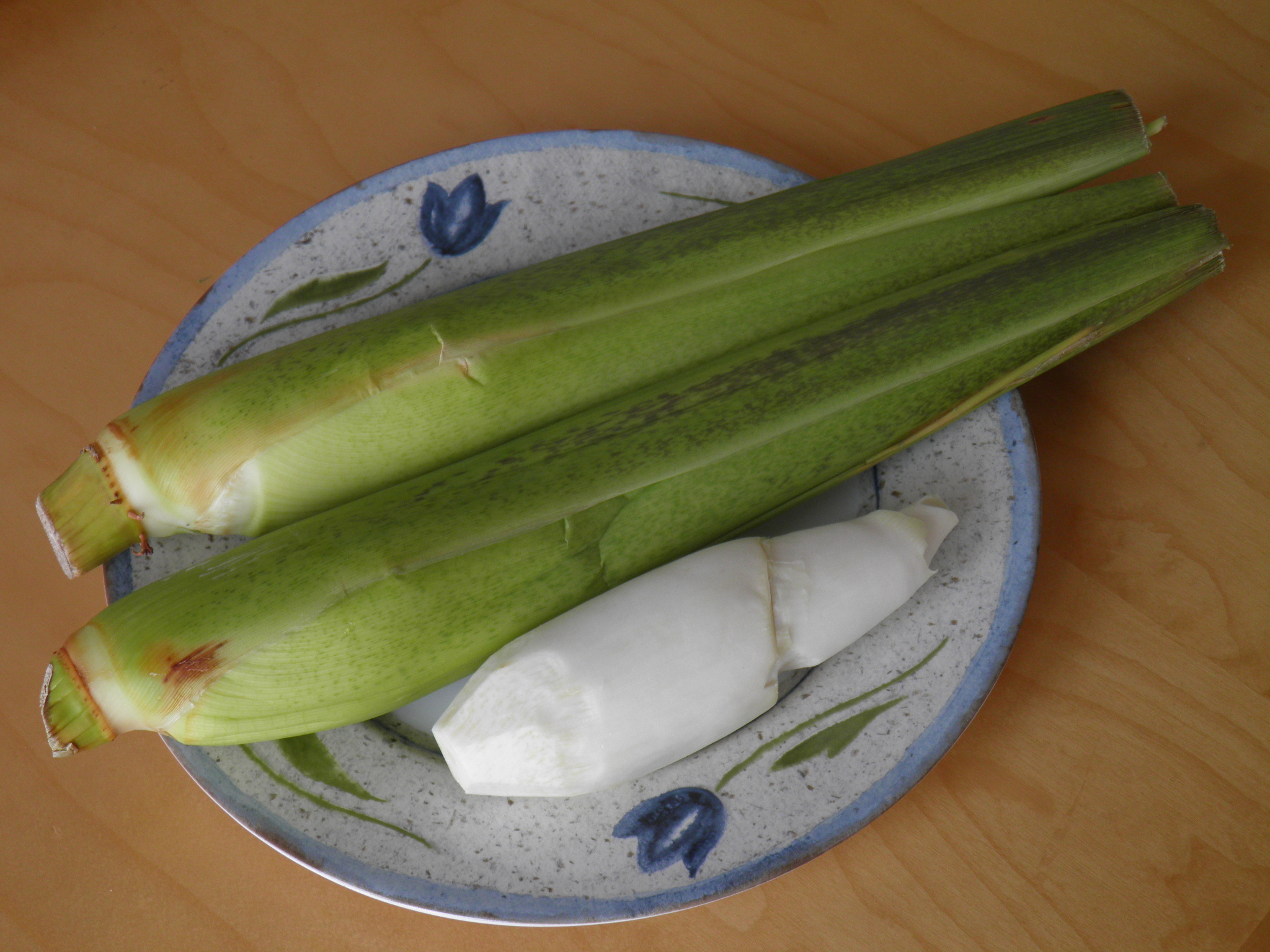